# ديفيد أ. كلارك
ديفيد أ. كلارك هو سياسي أمريكي، ولد في 13 أكتوبر 1943 في بالتيمور في الولايات المتحدة، وتوفي في 27 مارس 1997 بسبب لمفوما. نشط حزبياً في الحزب الديمقراطي. وقد انتخب عضو مجلس مقاطعة كولومبيا ‏.